# Petre Lupan
Petre Lupan (n.  ?) este un fost alergător român.

## Carieră
Sportivul s-a născut în 1950 la București. S-a remarcat pentru prima dată în 1968 când a cucerit medalia de argint la Jocurile Europene de Juniori de la Leipzig la 1500 de metri. În anul 1970 a devenit pentru prima oară campion național la seniori la 1500 m. În anii următori a obținut titluri și la 5000 m, cros 10 km și pe echipe.
De asemenea este multiplu medaliat la Jocurile Balcanice. La ediția din 1972 a câștigat medalia de aur cu timpul de 3:40,4 ce este recordul competiției înca. În același an a participat la Jocurile Olimpice de la München dar nur a reușit să se califice în fazele superioare. La Campionatul European de Atletism în sală din 1974 a ocupat locul 4 și la Campionatul European în sală din 1975 s-a clasat pe locul 9.
După retragere sa din activitate el a fost antrenor și a practicat până în 1994 la Steaua. În 2018 a fost decorat cu Medalia Meritul Sportiv clasa a III-a.

## Palmares
| An   | Competiție                   | Locație                | Loc | Eveniment | Note    |
| ---- | ---------------------------- | ---------------------- | --- | --------- | ------- |
| 1968 | Jocurile Europene de Juniori | Leipzig, R.D. Germană  | 2   | 1500 m    | 4:05,0  |
| 1972 | Jocurile Olimpice            | München, R.F. Germania | 41  | 1500 m    | 3:44,8  |
| 1974 | Campionatul European în sală | Göteborg, Suedia       | 4   | 1500 m    | 3:44,67 |
| 1975 | Campionatul European în sală | Katowice, Polonia      | 9   | 1500 m    | 3:46,9  |

## Legături externe
- Eroare Lua în Modul:Commonscat la linia 48: bad argument #1 to 'getSitelink' (string expected, got nil)
- În formatul {{IAAF}} lipsește ID-ul și nu este prezent nici la Wikidata.Eroare în script: Nu există modulul „Preview warning”.
- {{Olympedia}} șablonul lipsește ID-ul și nu este prezent în Wikidata.
- en  Petre Lupan la athleticspodium.com